# János Székely (episcop)
János Székely (n. 7 iunie 1964, Budapesta, Republica Populară Ungară) este un episcop romano-catolic maghiar. El este nașul lui Henriett Seth F. (Henrietta Fajcsák)